# Троицковихляйский сельсовет
Троицковихляйский сельсовет — сельское поселение в Сосновском районе Тамбовской области Российской Федерации.
Административный центр — село Атманов Угол.

## История
Статус и границы сельского поселения установлены Законом Тамбовской области от 17 сентября 2004 года № 232-З «Об установлении границ и определении места нахождения представительных органов муниципальных образований в Тамбовской области».

## Население
| 2010 | 2012  | 2013  | 2014  | 2015  | 2016  | 2017  |
| ---- | ----- | ----- | ----- | ----- | ----- | ----- |
| 1166 | ↘1138 | ↗1165 | ↘1093 | ↘1062 | ↘1024 | ↘1012 |
| 2018 | 2019  | 2020  | 2021  |       |       |       |
| ↘986 | ↘945  | ↘929  | ↗956  |       |       |       |

## Состав сельского поселения
| № | Населённый пункт  | Тип населённого пункта       | Население |
| - | ----------------- | ---------------------------- | --------- |
| 1 | Атманов Угол      | село, административный центр | 838       |
| 2 | Троицкая Вихляйка | село                         | 328       |